# Charles Lucas (royaliste)
Pour les articles homonymes, voir Charles Lucas et Lucas.

Armoiries des Lucas de Little Saxham, Suffolk and Shenfield (Essex): Argent, à fasce entre six annelets de gueules

Charles Lucas (1613 – exécuté le 28 août 1648) est un commandant royaliste anglais de la Première révolution anglaise.

## Origines
Lucas est le fils cadet de Thomas Lucas de Colchester (mort en 1625), par sa femme Elizabeth Leighton, fille de John Leighton, gentilhomme de Londres. Ses aînés, John (mort en 1671) et Thomas Lucas (mort en 1649) ont eux aussi combattu pour le roi ; leur sœur Margaret Lucas a fait le récit de leur carrière.

## États de service
Lucas sert d'abord dans la Guerre des gueux sous les ordres de son frère. Lors des guerres des évêques, il reçoit le commandement d'un escadron de l'armée du roi Charles Ier. Anobli en 1639, il prend naturellement parti pour la Couronne lorsqu’éclate la guerre civile. Il reçoit une blessure au premier engagement avec les Républicains à la Bataille de Powick Bridge.
Au début de 1643, Lucas lève un régiment de cavalerie qui lui permet de défaire Middleton à Padbury le 1er juillet suivant. Au mois de janvier 1645 il commande l'armée attaquant Nottingham, et peu après, sur la recommandation de Rupert du Rhin, il est élevé au rang de lieutenant-général de l'Armée du Nord du duc de Newcastle. Lorsque son général s'enferme dans York, Lucas et sa cavalerie sillonnent la campagne environnante, si bien que lorsque l’armée de secours de Rupert passe les collines du Yorkshire, elle trouve le renfort des escadrons de Newcastle pour l'appuyer.
Au début de la Bataille de Marston Moor, Lucas fauche le cheval du général Fairfax, mais il est capturé ensuite, et la victoire est aux Républicains. Après avoir bénéficié d'un échange de prisonniers au cours de l'hiver, il parvient à tenir quelque temps le château de Berkeley contre Thomas Rainsborough, mais doit céder. En tant que lieutenant-général de toute la cavalerie, il seconde Lord Astley dans l'ultime campagne de cette guerre. Capturé à Stow-on-the-Wold, il fait serment de ne plus jamais reprendre les armes contre le Parlement.
Mais il rompt ce serment en jouant un rôle décisif dans la prise de Colchester au début de la Deuxième guerre civile anglaise. Après trois mois d'un siège en règle, Fairfax reprend la ville le 28 août 1648.

## Condamné à mort
L'acte de capitulation de la ville disposait que les officiers supérieurs s'en remettraient à la merci des vainqueurs : pour son compte, Lucas est condamné à mort par une cour martiale. Cette sentence est bien davantage la conséquence de l’exaspération des officiers puritains contre les fauteurs de sédition, qu'une exigence personnelle de Fairfax. Le Parlement a voté le 20 juin 1648 une loi proclamant traîtres tous ceux ayant pris part à la guerre civile, et Henry Ireton s'appuie sur cet argument pour justifier la sentence. « Je ne suis pas un traître, répondit Lucas, mais un sujet fidèle à son roi et aux lois du royaume... J'invoque devant vous tous les lois de ce royaume. J'ai combattu par une commission de ceux qui sont mes souverains, et c'est par cette commission que je dois justifier mon action. » Lucas et son compagnon d'infortune, George Lisle, sont fusillés le 28 août 1648 dans la cour du château de Colchester, et lui est inhumé dans le caveau familial des Lucas, dans l'aile nord de l'église Saint-Gilles de Colchester.
Douze ans plus tard, le 7 juin 1661, on célèbre les funérailles officielles de Lucas et Lisle par les rues de la ville, et John Lucas fait poser une stèle sur leurs tombes, indiquant qu'ils ont été « assassinés de sang-froid et de façon barbare sur ordre de Sir Thomas Fairfax. » En réparation, Lucas fut élevé pair d'Angleterre à titre posthume en 1666.

## Réputation militaire
Lucas passe pour l'un des meilleurs officiers de cavalerie de l'armée royale. Même le comte de Clarendon, qui le juge d'ordinaire sévèrement, le décrit comme « d'un grand courage personnel, et un homme chevaleresque imposant l'autorité et le respect sur le champ de bataille. » Selon sa sœur, Lucas « avait un génie inné pour la pratique des  arts guerriers, tout comme les poètes-nés l'ont de la poésie, mais sa vie fut tranchée avant qu'il puisse y atteindre la perfection ». Il a laissé un Treatise of the Arts of War malheureusement entièrement chiffré, ce qui fait qu'il reste inédit. À ses talents militaires, Lucas joignait une dévotion aveugle à la cause royale, qu'il exprimait parfois par des propos imagés et quasi-poétiques.

## Postérité

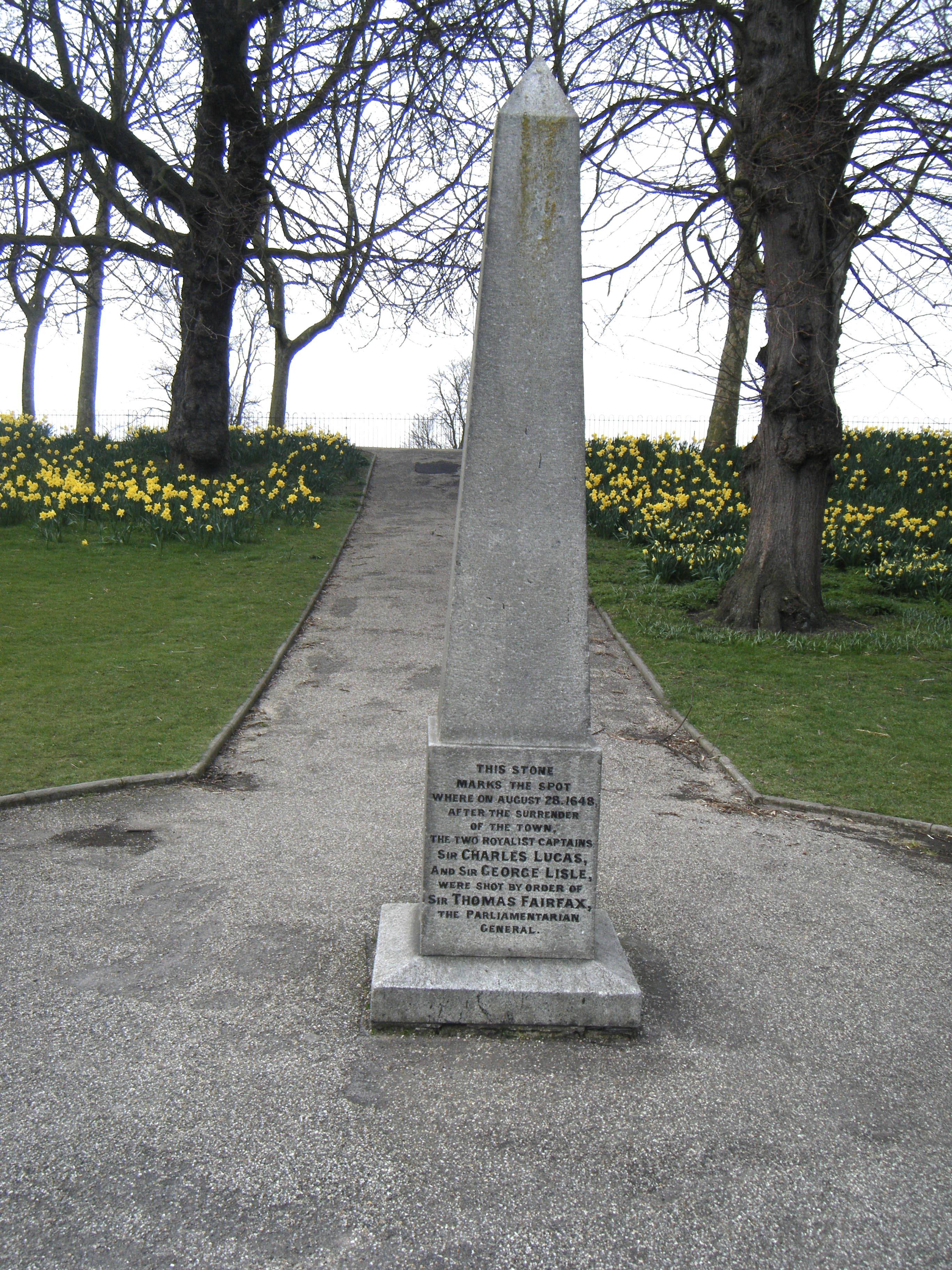
Obélisque à la mémoire du colonel Lucas et Lisle au château de Colchester.

### Portraits
Lord Lyttelton possédait encore, en 1900, un portrait du capitaine Lucas, œuvre de Robert Walker. On trouvera des gravures dans le Prince Rupert de Warburton et dans l'édition illustrée de Rebellion (éditions Clarendon), d'après un portrait par William Dobson.

### Poésies
Deux poèmes du XVIIe siècle chantent les exploits de Lucas et Lisle :
- The Loyal Sacrifice, 1 vol. in octavo (1648),
- An Elegy on the Murder committed at Colchester upon Sir C. Lucas and Sir G. Lisle, 1 vol. in-quarto[12], (1648).